# Toby Jones
Pour les articles homonymes, voir Jones.
Tobias Edward Heslewood Jones, né le 7 septembre 1966 à Hammersmith, un quartier de Londres, est un acteur britannique.

## Biographie
Toby Jones est le fils des acteurs Jennifer Jones (née Heslewood) et Freddie Jones. Il a deux frères : Rupert, réalisateur, et Casper, également acteur. Il a fréquenté l'école de la cathédrale Christ Church et l'école Abingdon dans l'Oxfordshire dans les années 1980.
Il a ensuite étudié l'art dramatique à l'Université de Manchester de 1986 à 1989 et à l'École Internationale de Théâtre Jacques Lecoq à Paris de 1989 à 1991.

## Filmographie

### Cinéma
- 1992 : Orlando de Sally Potter : le second valet
- 1993 : Naked de Mike Leigh : l'homme au salon de thé
- 1993 : Dropping the Baby, court-métrage de Spiro Kyriacou : l'homme au bébé
- 1998 : Les Misérables de Bille August : le portier
- 1998 : La Cousine Bette de Des McAnuff : Gentleman au Café des artistes
- 1998 : À tout jamais, une histoire de Cendrillon d'Andy Tennant : le page royal
- 1999 : Simon le Magicien de Ben Hopkins (en) : Buchholz
- 1999 : Jeanne d'Arc de Luc Besson : le juge anglais
- 2000 : Les Neuf Vies de Tomas Katz de Ben Hopkins (en) : Servent civil
- 2000 : Hotel Splendide de Michael Powell : Garçon de cuisine
- 2004 : Les Dames de Cornouailles de Charles Dance : Hedley
- 2004 : Neverland de Marc Forster : Smee
- 2005 : Madame Henderson présente de Stephen Frears : Gordon
- 2006 : Scoop de Woody Allen : le co-passager de Joe
- 2006 : Scandaleusement célèbre de Douglas McGrath : Truman Capote
- 2006 : Amazing Grace de Michael Apted : duc de Clarence
- 2006 : The Sickie, court-métrage de Rupert Jones : Douglas Knott
- 2006 : Le Voile des illusions de John Curran : Waddington
- 2007 : La Ronde de nuit de Peter Greenaway : Gerard Dou
- 2007 : The Mist de Frank Darabont : Ollie Weeks
- 2007 : St Trinian's : Pensionnat pour jeunes filles rebelles d'Oliver Parker et Barnaby Thompson : Bursar
- 2007 : St. Trinian's 2 d'Oliver Parker et Barnaby Thompson : Bursar
- 2008 : La Cité de l'ombre de Gil Kenan : Barton Snode
- 2008 : Frost/Nixon : L'Heure de vérité de Ron Howard : Swifty Lazar
- 2008 : W. : L'Improbable Président d'Oliver Stone : Karl Rove
- 2009 : Création de Jon Amiel : Thomas Huxley
- 2010 : Sex & Drugs & Rock & Roll (en) de Mat Whitecross : Hargreaves
- 2010 : Virginia de Dustin Lance Black : Max
- 2011 : Le Rite de Mikael Håfström : père Matthew
- 2011 : Votre Majesté de David Gordon Green : Julie
- 2011 : Captain America: First Avenger de Joe Johnston : Dr Arnim Zola
- 2011 : La Taupe de Tomas Alfredson : Percy Alleline
- 2011 : My Week with Marilyn de Simon Curtis : Arthur P. Jacobs
- 2011 : Les Aventures de Tintin : Le Secret de La Licorne de Steven Spielberg : Aristide Filoselle, le pickpocket
- 2012 : Red Lights de Rodrigo Cortés : Dr Shackleton
- 2012 : Hunger Games de Gary Ross : Claudius Templesmith
- 2012 : Blanche-Neige et le Chasseur de Rupert Sanders : Coll
- 2012 : Berberian Sound Studio de Peter Strickland : Gilderoy
- 2012 : Sea Change, court-métrage de Marinella Setti
- 2013 : Hardwire, court-métrage de John Rankin Waddell : Max
- 2013 : Leave to Remain de Bruce Goodison : Nigel
- 2013 : Hunger Games : L'Embrasement de Francis Lawrence : Claudius Templesmith
- 2014 : Opération Muppets de James Bobin : Un garde du musée du Prado
- 2014 : Captain America : Le Soldat de l'hiver d'Anthony et Joe Russo : Dr Arnim Zola
- 2014 : The Dark, court-métrage de Tom Hemmings : Père
- 2014 : By the Gun (en) de James Mottern : Jerry
- 2014 : Serena de Susanne Bier : Shérif McDowell
- 2015 : Tale of Tales de Matteo Garrone : Roi d'Altomonte
- 2015 : By Our Selves d'Andrew Kötting (en) : John Clare
- 2015 : L'Homme qui défiait l'infini de Matthew Brown : John Edensor Littlewood
- 2016 : Morgane de Luke Scott : Dr. Simon Ziegler
- 2016 : Kaleidoscope de Rupert Jones : Carl
- 2016 : Opération Anthropoid (Anthropoid) de Sean Ellis : Jan Zelenka-Hajský
- 2017 : Atomic Blonde de David Leitch : Gray
- 2017 : Men of Honor (Journey's End) de Saul Dibb : Mason
- 2017 : The Entertainer de Jonathan Schey : Paul Limp
- 2017 : Happy End de Michael Haneke : Lawrence Bradshaw
- 2017 : Le Bonhomme de neige (The Snowman) de Tomas Alfredson : inspecteur Svensson
- 2017 : Zoo (en) de Colin McIvor : Garde Charlie
- 2018 : Normandie nue de Philippe Le Guay : Blake Newman
- 2018 : Jurassic World: Fallen Kingdom de Juan Antonio Bayona : Gunnar Eversol
- 2018 : Jean-Christophe et Winnie (Christopher Robin) de Marc Forster : Maître Hibou (voix)
- 2019 : First Cow de Kelly Reichardt : le Facteur Chef
- 2020 : Sa dernière volonté (The Last Thing He Wanted) de Dee Rees : Paul Schuster
- 2020 : Archive de Gavin Rothery : Vincent Sinclair
- 2021 : Infinite : Brian Porter
- 2021 : La Vie extraordinaire de Louis Wain (The Electrical Life of Louis Wain) de Will Sharpe : Sir William Ingram
- 2021 : Un garçon nommé Noël (A Boy Called Christmas) de Gil Kenan : père Topo
- 2022 : Empire of Light de Sam Mendes : Norman
- 2022 : The Wonder de Sebastián Lelio : Dr McBrearty
- 2022 : The Pale Blue Eye de Scott Cooper
- 2023 : Tetris de Jon S. Baird : Robert Stein
- 2023 : Indiana Jones et le Cadran de la destinée (Indiana Jones and the Dial of Destiny) de James Mangold : Basil Shaw
- 2025 : The Actor de Duke Johnson

### Télévision

#### Téléfilms
- 1996 : Mort d'un commis voyageur (en) de David Thacker (en) : Serveur
- 1999 : Underground de Peter Webber : La bête
- 2001 : Victoria and Albert de John Erman : Edward Oxford
- 2001 : L'Impossible Amour (en) de John Kent Harrison : Bolo
- 2001 : Love or Money de Martyn Friend : Phil
- 2006 : La Carrière d'une prostituée (en) de Justin Hardy : William Hogarth
- 2007 : Le Magasin d'antiquités (en) de Brian Percival : Quilp
- 2010 : Mo (en) de Philip Martin : Dr Mark Glaser
- 2011 : Christopher et Heinz de Geoffrey Sax : Gerald Hamilton (en)
- 2012 : The Girl de Julian Jarrold : Alfred Hitchcock
- 2013 : Words of Everest, documentaire de Paul Copeland : Jan Morris
- 2014 : Marvellous (en) de Julian Farino : Neil Baldwin
- 2017 : Civil d'Allen Coulter : Otis O'Dell

#### Séries télévisées
- 1993 : Les Règles de l'art (en) : Sergent Protheroe (1 épisode)
- 1994 : Cadfael : Griffin (1 épisode)
- 1995 : Performance (en) : Wart (1 épisode)
- 1998 : Out of Hours (mini-série) : Martin Styles
- 1999 : Aristocrats (mini-série) : Ste Fox
- 1999-2000 : Inspecteur Barnaby : Dan Peterson, médecin légiste (4 épisodes)
- 2001 : The Way We Live Now (en) (mini-série) : Squercum (1 épisode)
- 2002 : 15 Storeys High (en) : L'homme compulsif (1 épisode)
- 2005 : Coming Up (en) : Simon (1 épisode)
- 2005 : Elizabeth I (mini-série) : Robert Cecil
- 2007 : The Last Detective (en) : Bennett (1 épisode)
- 2009 : Masterpiece : Quilp (1 épisode)
- 2010 : Doctor Who : Le Seigneur des rêves (1 épisode)
- 2010 : Hercule Poirot : Samuel Ratchett (1 épisode)
- 2010 : God in America : George Whitefield (1 épisode)
- 2012 : Titanic (mini-série) : John Batley
- 2014-2015 : Detectorists : Lance
- 2015 : Agent Carter : Dr Arnim Zola (1 épisode)
- 2015 : Main basse sur Pepys Road (mini-série) : Roger
- 2015-2016 : Wayward Pines : Dr Jenkins / David Pilcher (15 épisode)
- 2016 : Dad's Army d'Oliver Parker : George Mainwaring
- 2016 : The Complete Walk: Henry IV, court-métrage de Dominic Dromgoole (en) : Falstaff
- 2016 : Anthropoid de Sean Ellis : Jan Zelenka-Hajský
- 2016 : The Secret Agent (en) (mini-série) : Anton Verloc
- 2016 : Témoin à charge  (miniseries) : John Mayhew
- 2017 : Sherlock : Culverton Smith (saison 4, épisode 2 : Le Détective affabulant)
- 2021 : What If...? : Arnim Zola
- 2022 : The English (mini-série)
- 2024 : Mr Bates vs The Post Office (mini-série) : Alan Bates

### Voix
- 2002 : Harry Potter et la Chambre des secrets de Chris Columbus : Dobby l'elfe de maison
- 2010 : Harry Potter et les Reliques de la Mort de David Yates : Dobby
- 2010 : Harry Potter et les Reliques de la Mort, jeu vidéo d'Electronic Arts : Dobby
- 2013 : Murder on the Victorian Railway, documentaire de Chris Durlacher : Narrateur
- 2014 : The Cask of Amontillado, court-métrage de Joe Bluhm et William Joyce : Montresor
- 2015 : The Last Days Of... (série documentaire) : Narrateur (1 épisode)

## Voix francophones
En France, Toby Jones est régulièrement doublé par Jean-Pol Brissart et Franck Capillery, en alternance. Loïc Houdré l'a également doublé à six reprises.

## Distinctions

### Récompenses
- British Independent Film Awards 2012 : meilleur acteur pour Berberian Sound Studio
- Evening Standard British Film Awards 2013 : meilleur acteur pour Berberian Sound Studio
- London Film Critics Circle Awards 2013 : acteur britannique de l'année pour Berberian Sound Studio
- Festival international des programmes audiovisuels de Biarritz 2015 : FIPA d'or d'interprétation masculine pour Marvellous

### Nominations
- British Academy Television Awards 2013 : meilleur acteur pour The Girl
- Golden Globes 2013 : meilleur acteur dans une mini-série ou un téléfilm pour The Girl